# Bœuf gris de Hongrie

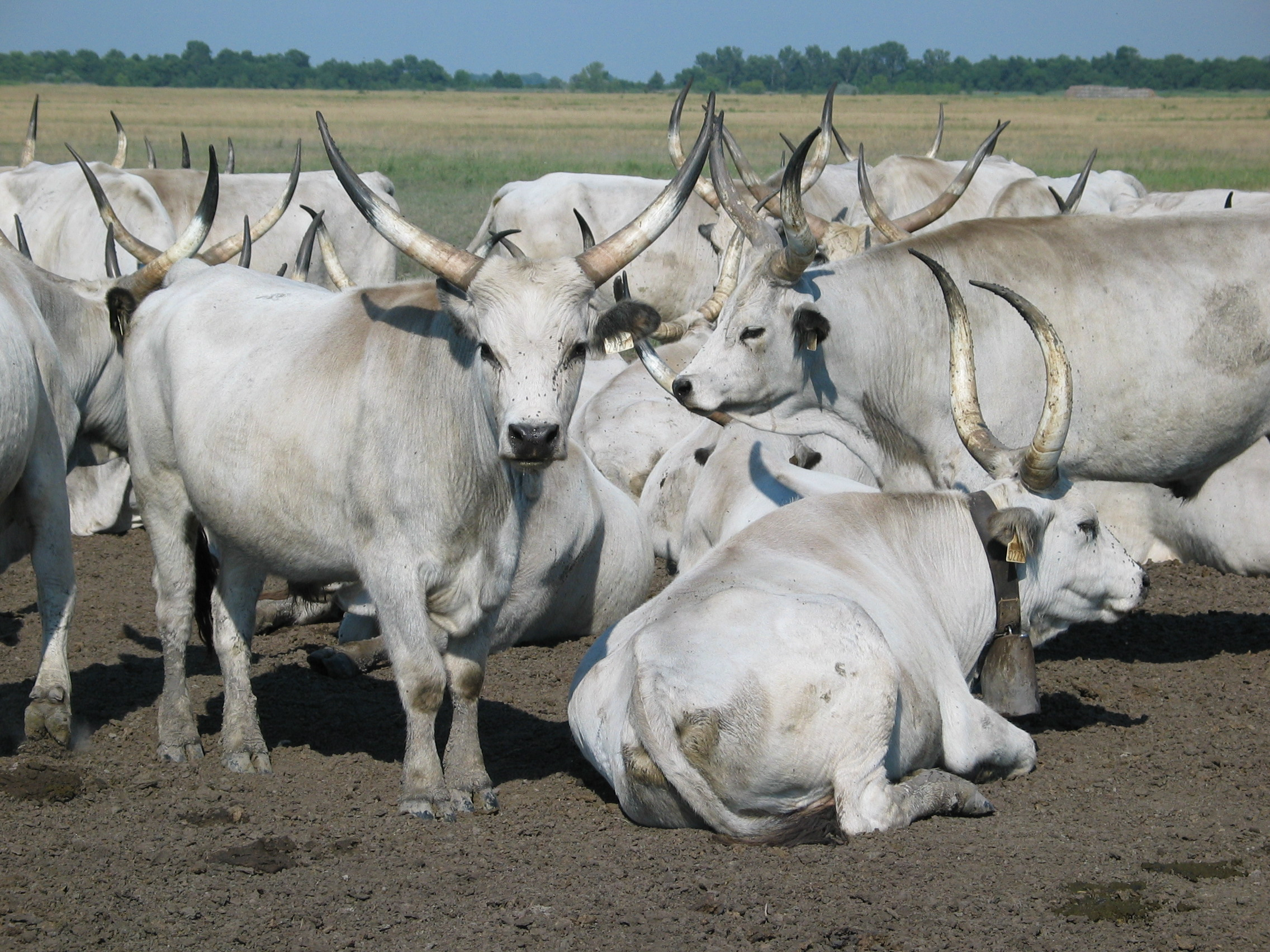
Bœuf gris de Hongrie dans la Puszta, à Hortobágy, le plus grand parc national de Hongrie

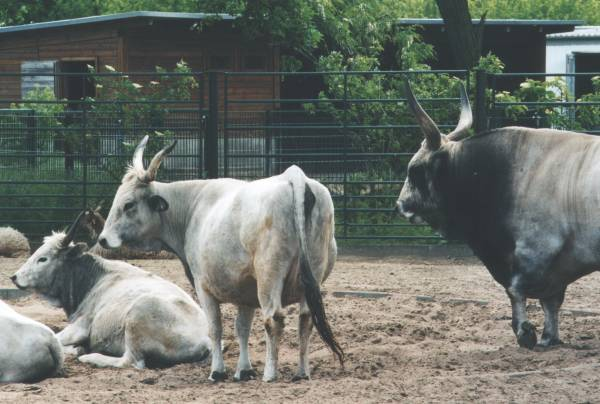
Bœuf gris de Hongrie au zoo de Berlin (Au milieu : vache, sur la droite, un taureau)

Le Bœuf gris de Hongrie ou Bétail des steppes hongrois (en hongrois: Magyar szürke szarvasmarha ou Magyar alföldi) est une race de bétail ancienne de Hongrie.
La race appartient au groupe des bétails de la Podolie et est très bien adaptée aux grandes étendues de pâturage. Elle provient des basses terres hongroises, steppe ou puszta.

## Description
Les bœufs gris de Hongrie sont minces et grands. Les taureaux atteignent une taille de 145 - 155 centimètres et un poids 800 - 900 kilogrammes, les vaches font 135 - 140 centimètres et 500 - 600 kilogrammes.
La fourrure est hirsute, et la couleur va d'un gris argenté à un gris cendré plus foncé. Les jeunes naissent avec un pelage roux-jaune. Les gris hongrois sont robustes, se reproduisent facilement sans assistance humaine et vivent longtemps. Leurs cornes sont dirigées vers le haut et sont longues et incurvées.

## Histoire
La race est probablement arrivée lors de l'invasion hongroise du IXe siècle, venue de l'est pour s'installer dans l'actuelle steppe hongroise.
Au Moyen Âge et aux temps modernes, la race a été particulièrement appréciée pour sa viande. De nos jours, les bœufs gris hongrois sont gardés principalement dans le parc national de Hortobágy et dans d'autres parcs nationaux hongrois. Ils sont un patrimoine historique et touristique, servent à l'entretien des paysages, mais également de banque de gènes, du fait de leur résistance démontrée aux maladies du bétail, lesquelles affectent plus fortement d'autres races moins rustiques.
Considérée comme rustique, cette race aux grandes cornes a fait partie des groupes de reproducteurs ayant créé l'aurochs de Heck, ou aurochs-reconstitué.
Des combats d'animaux opposant notamment un taureau sauvage à un bœuf de Hongrie étaient pratiqués tous les dimanches à Budapest, à la fin du XVIIIe siècle.

## Sources